# Börsensachverständigenkommission
Die Börsensachverständigenkommission (BSK) ist ein unabhängiges Expertengremium, welches das Bundesministerium der Finanzen in allen kapitalmarktrelevanten Fragen, insbesondere auf dem Gebiet des Börsen- und Wertpapierwesens, berät. Die BSK berichtet direkt an das Ministerium.
Die Sitzungen der BSK finden in der Regel zweimal jährlich statt. Darüber hinaus werden nach Bedarf regelmäßig themenbezogene BSK-Arbeitsgruppen eingerichtet.
Die BSK wurde 1968 erstmals vom Bundesminister für Wirtschaft einberufen. Die erste Sitzung fand am 15. Juni 1968 statt.
Die BSK besteht aktuell aus 14 Mitgliedern. Die Mitglieder werden vom Bundesministerium der Finanzen berufen. Vertreten sind unter anderem die Deutsche Bundesbank, Emittenten der Industrieunternehmen, die Banken, die Emittenten der Versicherungswirtschaft, die deutsche Investmentbranche, die Privatanleger, die Deutsche Börse AG, die Auslandsbanken, die Wissenschaft und die Börsenaufsicht der Länder.
Die Tätigkeiten der BSK werden von einer Geschäftsstelle koordiniert.
Liste der aktuellen Mitglieder:
| Ralf P. Thomas, Vorsitzender der BSK | Mitglied des Vorstands der Siemens AG                                                                                          |
| Souad Benkredda                      | Mitglied des Vorstands der DZ Bank AG                                                                                          |
| Ina von Cube                         | Vorsitzende des Arbeitskreises der Länder für Börsen- und Wertpapierfragen                                                     |
| Stefan Hoops                         | CEO und Vorsitzender der Geschäftsführung der DWS KGaA                                                                         |
| Christiane Hölz                      | Bundesgeschäftsführerin der Deutsche Schutzvereinigung für Wertpapierbesitz e.V.                                               |
| Melanie Kreis                        | Mitglied des Vorstands der Deutschen Post AG                                                                                   |
| Stephan Leithner                     | Vorsitzender des Vorstands, Deutsche Börse AG                                                                                  |
| Sabine Mauderer                      | Mitglied des Vorstands der Deutsche Bundesbank                                                                                 |
| Simone Menne                         | ehem. Mitglied der Unternehmensleitung Boehringer Ingelheim                                                                    |
| Hanno Merkt                          | Direktor des Instituts für ausländisches und internationales Privatrecht, Universität Freiburg i.Br., Richter am OLG Karlsruhe |
| Martin K. Müller                     | Mitglied des Vorstands der DekaBank Deutsche Girozentrale                                                                      |
| Hans-Walter Peters                   | Sprecher der persönlich haftenden Gesellschafter, Joh. Berenberg, Gossler & Co. KG, Hamburg                                    |
| Günther Thallinger                   | Mitglied des Vorstands der Allianz SE                                                                                          |
| Erik Theissen                        | Lehrstuhl für Allgemeine Betriebswirtschaftslehre und Finanzierung, Universität Mannheim                                       |
| Guido H. Zoeller                     | Stellvertretender Vorstandsvorsitzender, Verband der Auslandsbanken in Deutschland e.V.                                        |
| Regina Zöller                        | Rechtsanwältin und Ombudsfrau der Öffentlichen Banken                                                                          |

Die Geschäftsstelle der BSK wird von Dr. Matthias Stötzel, Deutsche Börse AG, geleitet.